# Will Vinton
Will Vinton (* 17. November 1947 in McMinnville, Oregon; † 4. Oktober 2018 in Portland, Oregon) war ein US-amerikanischer Filmproduzent, Regisseur und Animator.

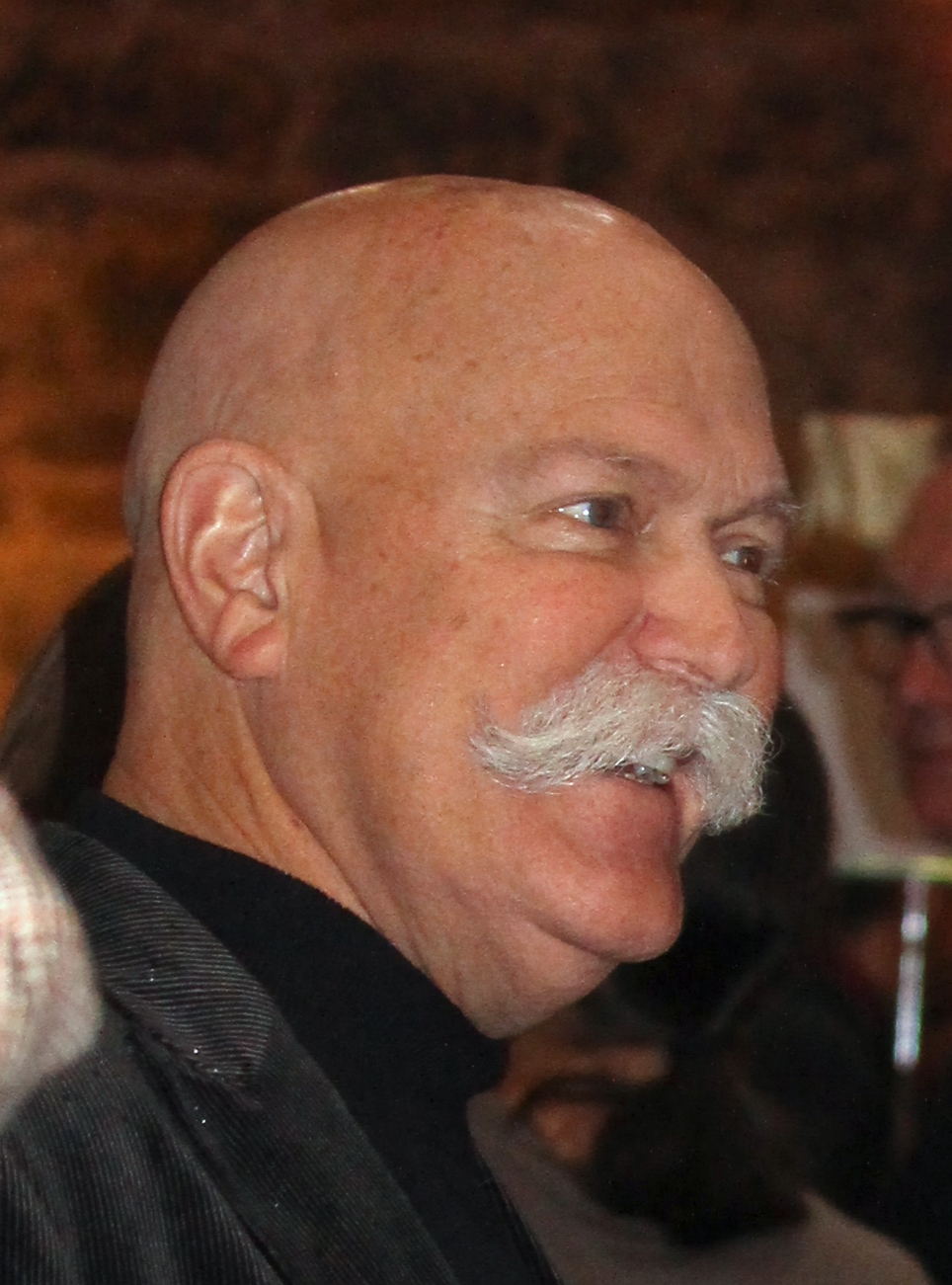
Will Vinton (2015)

## Leben
Vinton studierte Film und Architektur an der University of California in Berkeley. Anfang der 1970er Jahre traf er auf den Knetgummianimator Bob Gardiner, worauf sie gemeinsam einen ersten Animations-Kurzfilm namens Wobbly Wino drehten, welcher 1973 fertiggestellt wurde. Vintons Aufgabe war es hierbei, Gardiners Knetgummiarbeiten mit seiner Kamera zu animieren. Ihr zweiter gemeinsamer Kurzfilm entstand zwischen 1973 und 1974. Der acht Minuten lange Trickfilm namens Closed Mondays wurde 1975 mit dem Oscar ausgezeichnet. Nach der Fertigstellung ihres nächsten Filmes, Mountain Music, im Jahre 1976 trennten sich Gardiner und Vinton.
Vinton gründete daraufhin ein eigenes Animationsstudio. Die dort ab den späten 1970er und Trickfilmproduktionen erhielten weitere Oscarnominierungen, eine weitere Oscarauszeichnung konnte er jedoch nicht mehr erringen. Neben den eigenen Trickfilmen war Vinton auch an anderen Produktionen beteiligt, so führte er bei dem Segment Speed Demon in Michael Jacksons Moonwalker die Regie. Er drehte auch das Musikvideo zu John Fogertys Vanz Kant Danz und produzierte die Titelsequenzen für die Spielfilme Divine Madness und Drei lahme Enten. Für die Animationseffekte zum Disneyfilm Oz – Eine fantastische Welt erhielt er 1986 seine letzte Oscarnominierung. Ein weiteres Standbein seines Studios war die Produktion von animierten Fernsehwerbespots. Seine Werbung für die Rosinen im Auftrag des California Raisin Advisory Board war so erfolgreich, dass mit den Figuren später mehrere Fernsehspecials produziert wurden. 1988 und 1992 erhielt er hierfür jeweils einen Emmy-Award.
Ende der 1990er Jahre stieg Philip Knight, der Gründer von Nike, als Investor in das Animationsstudio ein. 2002 wurde er Mehrheitseigner und drängte Vinton aus der Firma. Dieser gründete daraufhin eine neue Firma, Free Will Entertainment, mit der er jedoch nicht an seine früheren Erfolge anknüpfen konnte.

## Auszeichnungen
- 1975: Oscar für Closed Mondays
- 1979: Oscarnominierung für Rip Van Winkle
- 1982: Oscarnominierung für The Creation
- 1983: Oscarnominierung für The Great Cognito
- 1986: Oscarnominierung für Oz – Eine fantastische Welt
- 1988: Emmy für A Claymation Christmas Celebration
- 1989: Emmy-Nominierung für Meet the Raisins!
- 1990: Saturn-Award-Nominierung für Moonwalker
- 1991: Emmy-Nominierung für Claymation Comedy of Horrors
- 1992: Emmy für Claymation Easter
- 1999: Emmy-Nominierung für Hausmeister Stubbs